# Paraconger ophichthys
Paraconger ophichthys és una espècie de peix pertanyent a la família dels còngrids.

## Hàbitat
És un peix marí, demersal i de clima tropical que viu entre 0-1.953 m de fondària.

## Distribució geogràfica
Es troba al Pacífic oriental central: si fa no fa, a 15 milles nàutiques de l'illa del Coco (Costa Rica).

## Observacions
És inofensiu per als humans.